# Папум-Паре
Папум-Паре (англ. Papum Pare) — округ на юго-западе индийского штата Аруначал-Прадеш. Образован в 1993 году из части территории округа Нижний Субансири. Административный центр — город Юпия. На территории округа расположена столица штата Аруначал-Прадеш — город Итанагар; другие населённые пункты округа — Кимин, Нагарлагун, Нирджули, Юпия. Площадь округа — 2875 км². По данным всеиндийской переписи 2001 года население округа составляло 122 003 человека. Уровень грамотности взрослого населения составлял 69,3 %, что выше среднеиндийского уровня (59,5 %). Доля городского населения составляла 50,9 %.
Территория округа, как и большая часть штата Аруначал-Прадеш, является предметом территориального спора между Индией, Китайской Республикой (Тайванем) и Китайской Народной Республикой (т.н. "Южный Тибет").